# لجنة مرض النوم
كانت لجنة مرض النوم: عبارة عن مشروع طبي أنشأته الجمعية الملكية البريطانية للتحقيق في تفشي مرض النوم الأفريقي أو داء المثقبيات الأفريقي في إفريقيا في مطلع القرن العشرين. بدأ تفشي المرض في عام 1900 في أوغندا، التي كانت في ذلك الوقت محمية تابعة للإمبراطورية البريطانية. تألف الفريق الأول في عام 1902 من ألدو كاستيلاني وجورج كارمايكل لو، وكلاهما من مدرسة لندن للصحة والطب الاستوائي، وكوثبرت كريستي، وهو ضابط طبي مناوب في بومباي، الهند. منذ عام 1903، تولى القيادة ديفيد بروس من الهيئة الطبية للجيش الملكي وديفيد نونيس نابارو من مستشفى الكلية الجامعية.أثبتت اللجنة أن نوعًا من طفيليات الدم يسمى Trypanosoma brucei، الذي سمي على اسم Bruce، كان الطفيلي المسبب لمرض النوم.

## الخلفية
ظهرت أعراض مرض النوم عند الحيوانات في الكتابات المصرية القديمة. أشارت سجلات التجار العرب في العصور الوسطى إلى انتشار مرض النوم بين الأفارقة وكلابهم. وقيل إن السلطان ماري جاتا، إمبراطور مالي، مات بسبب المرض. بقي أحد الأمراض المعدية الرئيسية في جنوب وشرق أفريقيا في القرن التاسع عشر. تسبب في تهديدات مستمرة للماشية والخيول في جنوب إفريقيا مثل مملكة الزولو. أطلق شعب الزولو على هذا المرض الحيواني اسم ناجانا (والذي يعني «أن تكون منخفضًا أو مكتئبًا في الروح») والذي أصبح اسمًا شائعًا في إفريقيا، بينما أشار بعض الأوروبيين إلى المرض بأنه «مرض الذباب».
قدم أول وصف طبي لمرض نوم الإنسان الجراح البحري الإنجليزي جون أكتينز في عام 1734. وصف أتكينز الأعراض العصبية، أي المراحل المتأخرة من العدوى، بين مواطني غينيا، مشيرًا إلى سبب الوفاة بأنه «اضطراب نعاس». في عام 1803، قدم طبيب إنجليزي آخر توماس وينتربوتوم أعراضًا أكثر تفصيلاً بما في ذلك الاضطرابات المرضية المختلفة بسبب العدوى في سيراليون. كان التشخيص المهم الذي سجله Winterbottom هو تورم الغدد الليمفاوية الخلفية العنقية التي كانت مرئية منذ المرحلة المبكرة من العدوى. كان العبيد الذين طوروا مثل هذه التورمات غير صالحين للتجارة.  سُمي العَرَض باسم «علامة وينتربوتوم».
بدءًا من عام 1900 ولمدة عقدين من الزمن، انتشر مرض النوم البشري في أوغندا. نشأت الفاشية في مملكة بوسوجا في شرق أوغندا. سجلت أول حالة إصابة بشرية بالعدوى عام 1898. كانت شديدة بشكل خاص في عام 1901، إذ قُدِّر عدد القتلى بنحو 20000 شخص. مات أكثر من 250000 شخص في الوباء. ثم عرف المرض باسم «الخمول الزنجي».

## الاكتشافات الأولية
ناقل المرض
كان المبشر والمستكشف الإسكتلندي ديفيد ليفينغستون أول من اقترح أن مرض النوم في الحيوانات ينتقل عن طريق لدغة ذبابة تسي تسي. ذكر تقريره لعام 1852 أن الماشية التي استخدمها في وديان نهر ليمبوبو ونهر زامبيزي وعلى ضفاف بحيرة ملاوي وبحيرة تنجانيقا كانت تعاني مرض النوم بعد تعرضها لذباب تسي تسي. قام بملاحظة تجريبية على الماشية التي عضها ذباب تسي تسي، والتي وصفها في تقريره لعام 1857، قائلاً:
يستمر الحيوان في الرعي، ويبدأ الهزال، مصحوبًا بترهل غريب في العضلات، ويستمر هذا دون رادع حتى، ربما بأشهر بعد ذلك، يأتي التطهير، ويهلك الحيوان، الذي لم يعد قادرًا على الرعي، في حالة شديدة  من الإنهاك. والذين بقوا في حالة جيدة غالبًا ما يموتون بعد وقت قصير من حدوث العضة عميانًا. كما لو كان الدماغ قد تأثر به... يبدو أن هذه الأعراض تشير إلى السبب المحتمل، وهو السم في الدم، الجرثومة  التي تدخل عندما يجري إدخال خرطوم لسحب الدم.  يبدو أن الجرثومة السامة الموجودة في البصلة عند جذر خرطوم التنظير قادرة، على الرغم من كونها دقيقة جدًا من حيث الكمية، على التكاثر، لأن الدم بعد الموت عن طريق ذبابة التسي تسي يكون قليلًا جدًا من حيث الكمية، ونادرًا ما يلوث اليدين عند التشريح.
أجرى ليفينجستون مزيدًا من التجارب لعلاج العدوى في الخيول باستخدام الزرنيخ كما ذكر في المجلة الطبية البريطانية عام 1858.

### مرض نوم الحيوان
اكتشف السير ديفيد بروس على شرفة كوخه في أوبومبو، زولولاند (جنوب إفريقيا حاليًا)، المثقبية البروسية.
كُلف الطبيب الإسكتلندي ديفيد بروس، في أثناء عمله في الهيئة الطبية للجيش الملكي المتمركزة في بيترماريتسبورغ، ناتال، جنوب أفريقيا، بالتحقيق في ناجانا التي أصابت الماشية والخيول بشدة في زولولاند.  في 27 أكتوبر 1894، انتقل هو وزوجته ماري إليزابيث بروس (ني ستيل)، التي كانت أيضًا عالمة ميكروبيولوجيا، إلى أوبومبو هيل، حيث كان المرض أكثر انتشارًا.  اكتشف طفيليات من دم الحيوانات المصابة.
كان اكتشافًا للمثقبيات البروسية، وهو الاسم الذي ابتكره هنري جورج بليمر وجون روز برادفورد في عام 1899 تكريما للمكتشف. أُنشئ جنس المثقبية بواسطة الطبيب المجري ديفيد جروبي في وصف مخفي لـ T. sanguinis ، وهو نوع اكتشفه من دم الضفادع في عام 1843. ولم يُعرف كيف تنتقل العدوى في الحيوانات وعلاقتها بمرض نوم الإنسان.

### أول المثقبيات البشرية
المثقبية البروسية، البروتوزوان المسبب لمرض النوم الأفريقي.
في 10 مايو، 1901 أدخل قبطان سفينة بخارية إنجليزية إلى مستشفى في باثورست، غامبيا، بسبب ارتفاع درجة الحرارة، قام الجراح البريطاني روبرت مايكل فوردي بفحص عينات الدم وحدد بعض الكائنات الحية التي عزاها إلى الديدان الطفيلية، أبلغ عن ملاحظته في عام 1902 بعد شفائه، أدخل نفس الشخص إلى نفس المستشفى مرة أخرى في ديسمبر 1901. سأل فوردي جوزيف إيفريت دوتون، اختصاصي الطفيليات الذي كان في رحلة استكشافية كان يزور المستشفى في ذلك الوقت. وصف فورد العدوى المسببة بأنها «عدد كبير جدًا من الأجسام الشبيهة بالديدان تتحرك بنشاط لم يتمكن من التأكد من طبيعتها» في تشخيصه الأصلي إلى داتون.  أعد داتون العديد من مسحات الدم التي خلص منها إلى أن الطفيليات كانت من الأوالي تنتمي إلى جنس المثقبيات، لكنها تميزت في التركيب والمرض عن تلك الأنواع المعروفة في ذلك الوقت. في تقريره عام 1902 قدم اقتراحاً ختامياً:
في الوقت الحالي، من المستحيل تحديد النوع بشكل مؤكد، ولكن إذا وجدت دراسة أخرى أنها تختلف عن مثقبيات أخرى منتجة للأمراض، فإنني أقترح أن يطلق عليها اسم المثقبية الغامبية.

## الهيئة
أجريت مناقشة مسألة وباء أوغندا في مجلس الجمعية الملكية في عام 1902. في ذلك الوقت كان هناك نقاش دولي حول مسببات مرض النوم مع تفضيل الكثيرين لطبيعة معدية لأن العدوى كانت تنتشر بسرعة. وضعت خطط التحقيق في أيدي لجنة الملاريا التابعة للجمعية الملكية، وفقاً لما اقترحه باتريك مانسون، فإن المحققين الأكثر ملاءمة هم ألدو كاستيلاني وجورج كارمايكل لو، وكلاهما من مدرسة لندن للصحة والطب الاستوائي كطلاب سابقين في مانسون، وكوثبرت كريستي، المسؤول الطبي المناوب في بومباي، الهند.  قامت الجمعية الملكية بتشكيل لجنة مرض النوم المكونة من ثلاثة أعضاء في 10 مايو 1902.